# 조경용
음악인 조경용(趙慶龍, 1963년 7월 24일 ~ )은 대한민국의 키보드 연주자이다.

## 생애
1963년 서울에서 태어났다. 신일고등학교 재학시 밴드부 활동을 하며 음악에 심취했고, 학생 때부터 선배들의 프로 밴드에 객원 연주자로 참여했다. 1980년대 초 전업 뮤지션으로 이름을 올린 이후 현재까지 현역으로 활동하고 있다.
1980년대는 국내 팝&록 밴드들의 주요 활동 무대였던 미8군무대가 서서히 규모를 줄이고 대신 국내 대형 클럽들이 문을 열면서 수 많은 밴드들이 새롭게 등장하던 시기였다. 당시 조경용은 탄탄한 기본기를 바탕으로 화려한 개인기를 선보이며 주목받는 신인 건반연주자로 여러 밴드에서 스카우트 제의를 받았다. 

활발하게 국내 활동을 펼치던 80년 대 후반 다양한 경험을 통해 음악적 영역을 넓히기 여러 지역을 혼자 여행하기 시작, 필리핀, 호주 등에서 몇 개월 씩 시간을 보내며 다양한 뮤지션들과 교류했다. 
가요, 팝, 록, 사이키델릭 등 장르의 경계를 넘나들며 활동한 것은 자기만의 밴드를 만들지 못한 이유가 되기도 하지만 자유로운 예술가 조경용의 면모를 만들었다고도 할 수 있다.

## 경력
- KBS 조방악단 객원 연주자 (1980)
- 일본으로 활동 영역을 옮김 (1988)
- 일본에서 다국적 밴드 결성, 조경용 밴드로 활동 (1993~1995)
- 한중수교 기념 하얼빈 공연 참가-한국밴드 최초 공연 (1996)
- 일시 귀국 신중현 밴드에서 활동-신중현 30주년 기념 활동 참여 (1998~1999)
- 일본에서 다양한 밴드에서 활동 (1999~2013)
- 귀국 (2013)
- 부여 음악제 음악감독 및 단양 연극제 참가 (2016~2019)
- 다큐영화 '이매진 프로젝트: 가비오타스를 찾아서' 음악감독 (2020)
- 현재 밴드 420결성, 작곡과 연주 활동
- 현재 충남 예산 거주 - 예산무한정보신문 음악관련 컬럼기고